# 潮来バイパス
潮来バイパス（いたこバイパス）は茨城県潮来市内を通る国道51号のバイパスである。
潮来市街地を通過する交通を分散し、市街地における交通渋滞の緩和・安全性の確保を図るとともに、重点港湾である鹿島港や東関東自動車道潮来ICへのアクセス性が向上し、物流機能の強化や地域産業の振興に大きく寄与することを目的としている。
一部区間は東関東自動車道と並行する計画となっている。

## 概要
- 起点：茨城県潮来市上戸（上戸交差点＝茨城県道5号竜ヶ崎潮来線交点、国道51号牛堀バイパス終点）
- 終点：茨城県潮来市洲崎（国道51号鹿嶋バイパス起点、国道51号現道交点）
- 総距離：7.3km
- 道路区分：第3種1級
- 設計速度：80km/h
- 幅員：27m（東関東自動車道と平行する区間は60m）
- 車線数：全線片側2車線

## 沿革
- 2002年4月：潮来市延方西～洲崎間1.3kmが茨城県道・千葉県道101号潮来佐原線として4車線供用開始
- 2005年度：潮来市小泉～洲崎間2.5㎞が事業化
- 2008年10月27日：全区間7.3㎞の都市計画決定
- 2009年度：用地取得着手
- 2009年5月：東関東自動車道（潮来IC～鉾田IC）の整備計画決定

現在、潮来市小泉～延方西間（東関東自動車道と並行する区間）1.2kmが事業中で、潮来市上戸～小泉間4.8kmは未着工である。

## 交差する道路
- 茨城県道50号水戸神栖線
- 茨城県道・千葉県道101号潮来佐原線

## 関連事項
- 国道51号
- 日本のバイパス道路一覧
- 東関東自動車道
- 潮来市